# Indra Setiawan
Indra Setiawan (sinh ngày 11 tháng 9 năm 1990 ở Sidoarjo) là một cầu thủ bóng đá người Indonesia hiện tại thi đấu cho Bhayangkara F.C.. Và anh cũng từng thi đấu cho PSIS Semarang.